# Xyletinus brevis
Xyletinus brevis är en skalbaggsart som först beskrevs av White 1960.  Xyletinus brevis ingår i släktet Xyletinus och familjen trägnagare. Inga underarter finns listade i Catalogue of Life.